# Ratto di Europa (Tiziano)
Il Ratto di Europa è un quadro dipinto da Tiziano tra il 1560 e il 1562, su commissione di Filippo II di Spagna. L'opera fa parte delle collezioni del museo Isabella Stewart Gardner di Boston.

## Storia
Il quadro era una delle "poesie" dipinte da Tiziano per Filippo II di Spagna. Assieme a Diana e Callisto e Diana e Atteone, entrambe divise attualmente tra Londra ed Edimburgo; fu una delle tre "poesie" donate da Filippo V di Spagna all'ambasciatore francese, il duca di Gramont, che a sua volta le offrì in dono a Filippo II, duca d'Orléans, reggente di Francia dal 1715 al 1723. Durante la maggior parte del secolo XVIII rimase nella collezione Orleans a Parigi. Venne acquistata da Bernard Berenson per conto della collezionista d'arte Isabella Stewart Gardner nel 1896.

## Soggetto
Il dipinto raffigura un episodio della mitologia greca: Giove conquista e rapisce la principessa Europa tramutandosi in toro. Dopo essersi finto mansueto ed essendo riuscito a farla salire sulla sua groppa, il toro si getta in mare e porta la principessa fenicia a Creta, dove le rivelò la sua vera identità. Europa divenne la prima regina di Creta ed ebbe tre figli da Zeus. 
Sebbene si ritenga che la fonte dell'ispirazione per Tiziano si basi sulla scena del secondo libro delle Metamorfosi di Ovidio, un'influenza più diretta potrebbe essere una descrizione presente nel romanzo Leucippe e Clitofonte del II secolo, di Achille Tazio. Il romanzo venne tradotto per la prima volta in italiano nel 1546 e venne stampato a Venezia, pochi anni prima che Tiziano dipingesse il Ratto di Europa. La descrizione in questo romanzo dei delfini, di un amorino, delle vesti di Europa e della sua "posizione sulla schiena del toro, non seduta di lato ma con i piedi a destra e la mano sinistra aggrappata al corno", si ripete nell'opera tizianesca. Fino ad allora, e anche in seguito come si vede, per esempio, nella versione rembrantiana, Europa cavalcava sempre l'animale come un'amazzone, seduta di lato, mentre qui riesce a malapena a reggersi sulla schiena del toro.

## Descrizione
Tiziano mostra una visione drammatica del mito: Europa, dai vestiti disordinati e dall'espressione terrorizzata, si dimena cercando di sfuggire alla bestia. La posizione della fanciulla e delle sue vesti danno una forte idea di dinamicità. Il pericolo viene evocato anche dallo scialle di seta rossa che ella agita cercando di richiamare l'attenzione delle sue compagne che alzano le braccia impaurite sulla spiaggia e dai pesci mostruosi in primo piano. Ella guarda anche due cupidi armati di archi e frecce, mentre un altro amorino in basso a sinistra sta cavalcando un pesce in una posizione simile a quella di Europa.
Il quadro è immerso in una luce livida, fredda e lo sfondo non definito ricorda i paesaggi leonardeschi. Yael Even ipotizza che Tiziano potrebbe aver creato questo dipinto non per un attaccamento particolare al tema, ma per affermare le sue capacità di pittore. Quest'opera appartiene già all'ultimo Tiziano quando dipinge con pennellate sporche e che spesso non definiscono bene i dettagli, conferendo molta espressività alla tela.